# 帕加尼风神
帕加尼风神 (義大利語發音：[ˈwai̯ra]) 是一辆由意大利超级跑车制造商帕加尼制造的中置后驱超级跑车。介于之前 Zonda 的成功，该车型定价为 850,000 欧元 (110 万美元)。其命名于克丘亚语的 Huayra-tata，一个风之神。 风神被 Top Gear 杂志称为 “2012 年度超跑”，同时在 Top Gear 节目上得到了理查德·哈蒙德的高度评价。在 2015 年 2 月 11 日，风神已经全部售罄。根据帕加尼与引擎提供商梅赛德斯-AMG的协议部分规定，风神仅有 100 台的产量。
2011年1月25日，帕加尼风神通过新闻稿和多张图片在网上正式亮相。 該車型其全球正式发布会于2011年2月在米兰的倍耐力总部举行。

## 性能

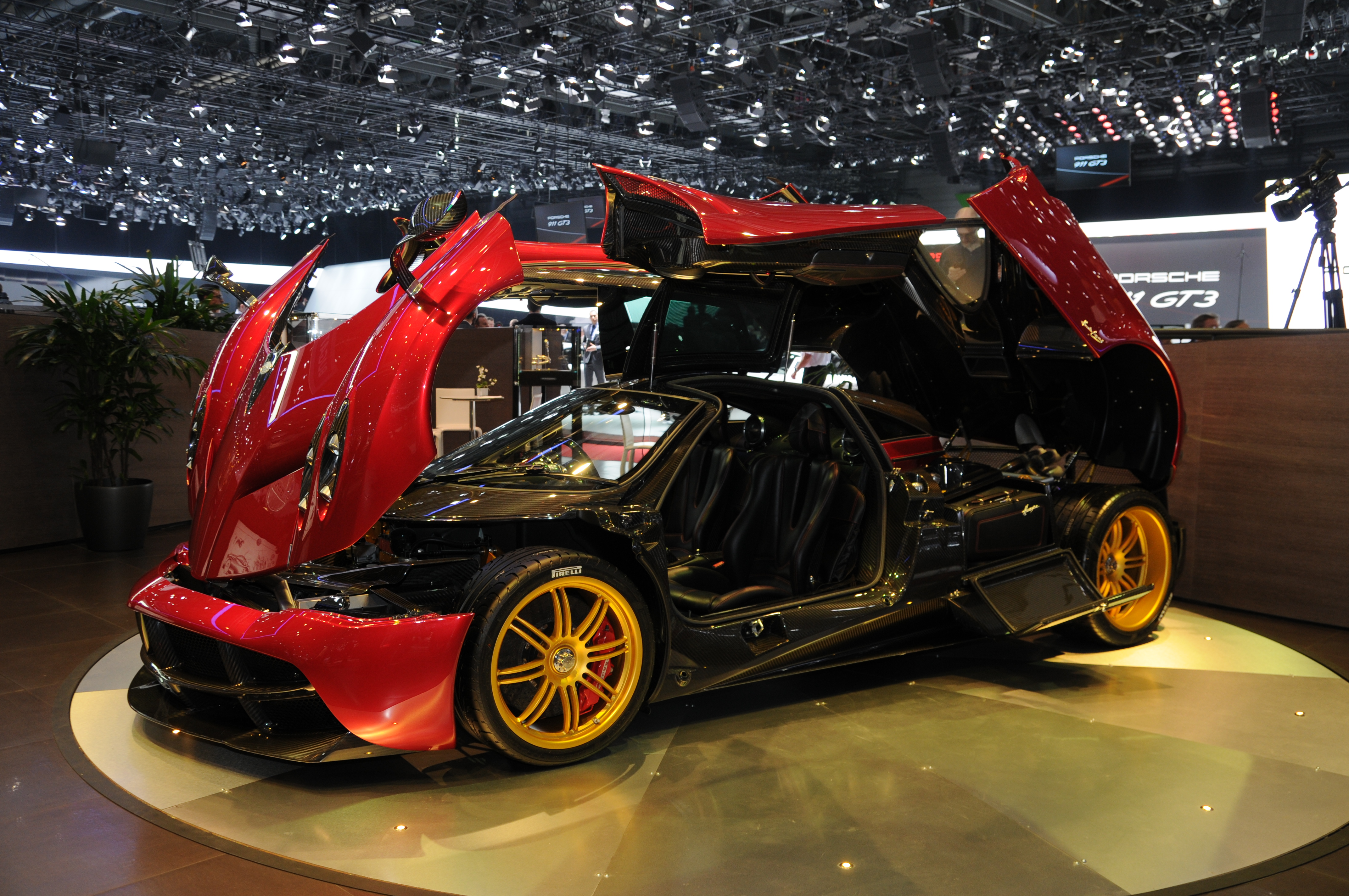
2013 日内瓦汽车展 上，一辆打开全部舱门的 Huayra。

帕加尼 Huayra 使用一部由梅赛德斯-AMG为 Huayra 特别定制的双涡轮增压、6L 排量的奔驰 M158 V12 发动机，于 5800 转时可输出高达730 PS（720 bhp；537 kW），2250-4500 转时可产生 1,000 N·m（738 lbf·ft） 扭矩。其极速约为 238 mph（383 km/h），百公里加速时间约 2.8 秒。使用倍耐力轮胎，帕加尼 Huayra 可于时速高达 230 mph（370 km/h） 时承受 1.66 G 的横向加速度。
帕加尼风神使用一部 7 速单离合序列式半自动变速器。鉴于超过 70（154磅） 的重量代价，帕加尼决定不使用油浸双离合器，继而放弃了双离合传动带来的快速换档优势。最终，整个传动系统仅重 96（212磅）。
该车装有 Brembo 的制动钳、转子及刹车片。制动钳有前 4 后 4 共 8 个液压助力。转子为直径 380 mm（15.0英寸），34 mm（1.3英寸） 厚的碳陶刹车。
帕加尼风神的马力质量比达到了 1.85（4.08磅） 每马力。

### 引擎
梅赛德斯-AMG 为 Huayra 手工打造了这台发动机。这台 6.0 L（5,980 cc） 双涡轮 AMG M158 60° V12 发动机应帕加尼的要求，为降低涡轮延迟并改进反应速度，使用了更小的涡轮、不同的中冷器配置和重新配置的发动机控制器。
如同许多高性能车辆一样，Huayra 使用干式油底壳（Dry Sump，在引擎底部并没有储存机油的油底壳，而是透过独立的机油桶来储存，并通过泵将机油送至引擎各部位进行润滑）。这带来了许多好处，如在车辆受到极端的横向加速度时，仍保证机油流动，使引擎能更加流畅地运行；引擎可以安装得更低，以便降低车辆重心并改进操控性能。Huayra 的油耗在城市中为 10 mi/US gal（23.5 L/100 km；12.0 mi/imp gal），在高速公路上为 14 mi/US gal（16.8 L/100 km；16.8 mi/imp gal）。（美国国家环境保护局测试结果）。
一个水 / 油换热器减少了寒冷天气的引擎暖化时间，且可辅助保持制冷剂及润滑剂温度稳定。
为减少管道及其他配件的使用（及车辆的整体重量），水箱被直接安装到了引擎上。中冷器鳍片充当了冷却液回流管道的一部分。
钛制的排气系统由 MHG-Fahrzeugtechnik 制造。液压成型的接头可减少背部压力，并保证排气的顺畅。钛材质也降低了整车重量。英高镍合金制造的消音器改善了大多数裸露组件在高温下的可靠性。整个系统质量低于 10（22磅）。

## 空气动力学

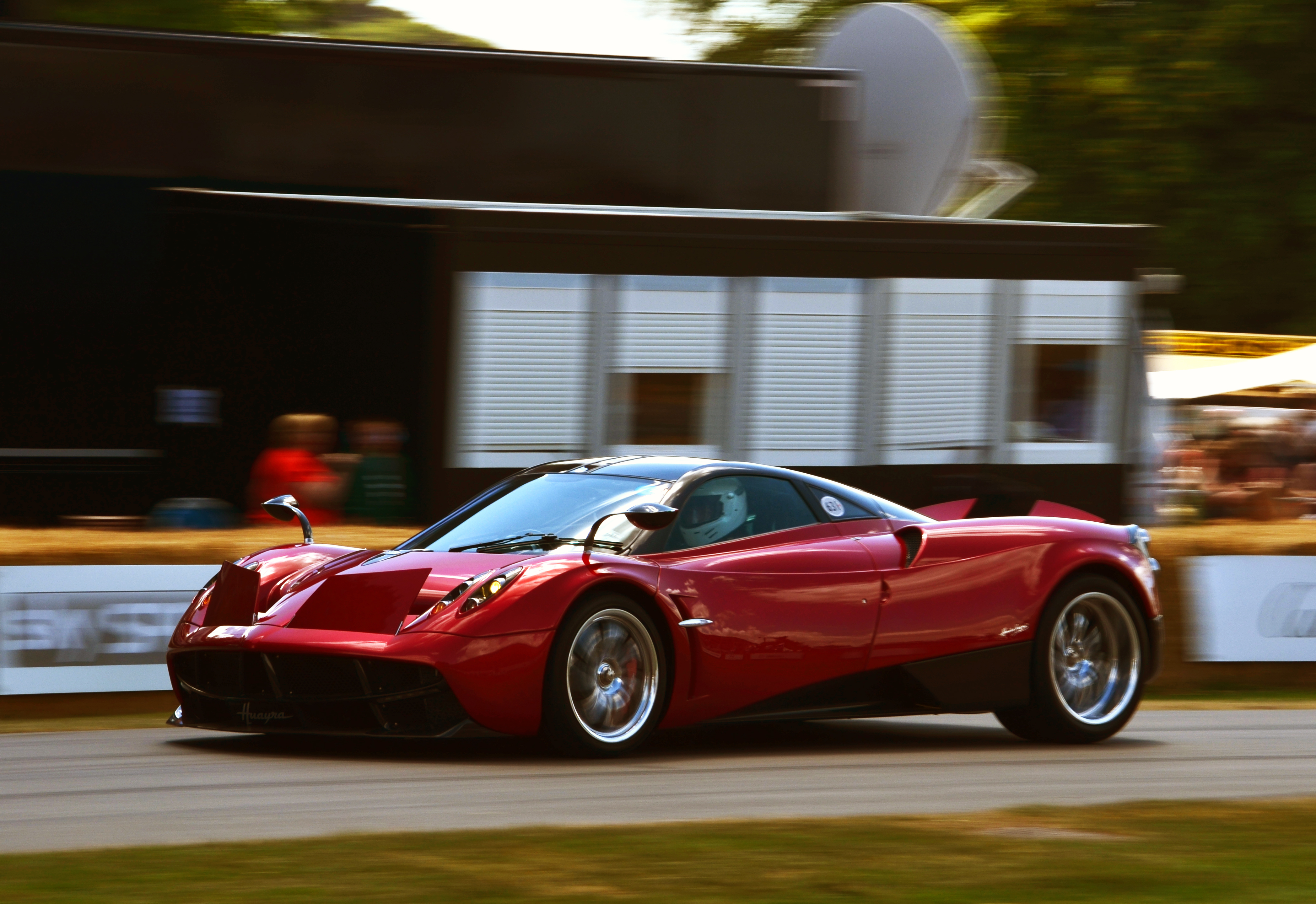
2014 年，英国古德伍德速度节上的帕加尼 Huayra。

Huayra 与它的前任者不同于：其引入了主动式空气动力学系统。其可切换前端离地高度，并独立控制车辆左前、右前、左后、右后四个襟翼。这四个襟翼的行为由一个从不同系统中（如 ABS、ECU，可传递车速、车体转向角度、横向加速度、转弯角及油门位置等信息）获取信息的独立控制单元单独控制。旨在根据情况达到最小的阻力系数，或最大的下压力。Huayra 的设计师 Horacio Pagani 称其阻力系数可在 0.31 至 0.37 间变动。该系统也可通过过弯时抬高“内部”襟翼以抑制过度的车身倾斜（如在左转时抬起左侧两个，反之亦然），提高该方向的下压力。背部襟翼也充当空气刹车。在重刹车时，前悬挂及后襟翼均升起以抵消传递至前轮的力，并保持车身稳定。来自散热器的空气以一个设计于不影响车身流线的角度从引擎室的一个弯门排出。前轮后侧面的空气入口产生了一个低压区，也提高了下压力。

## 种类

### 风神敞篷版

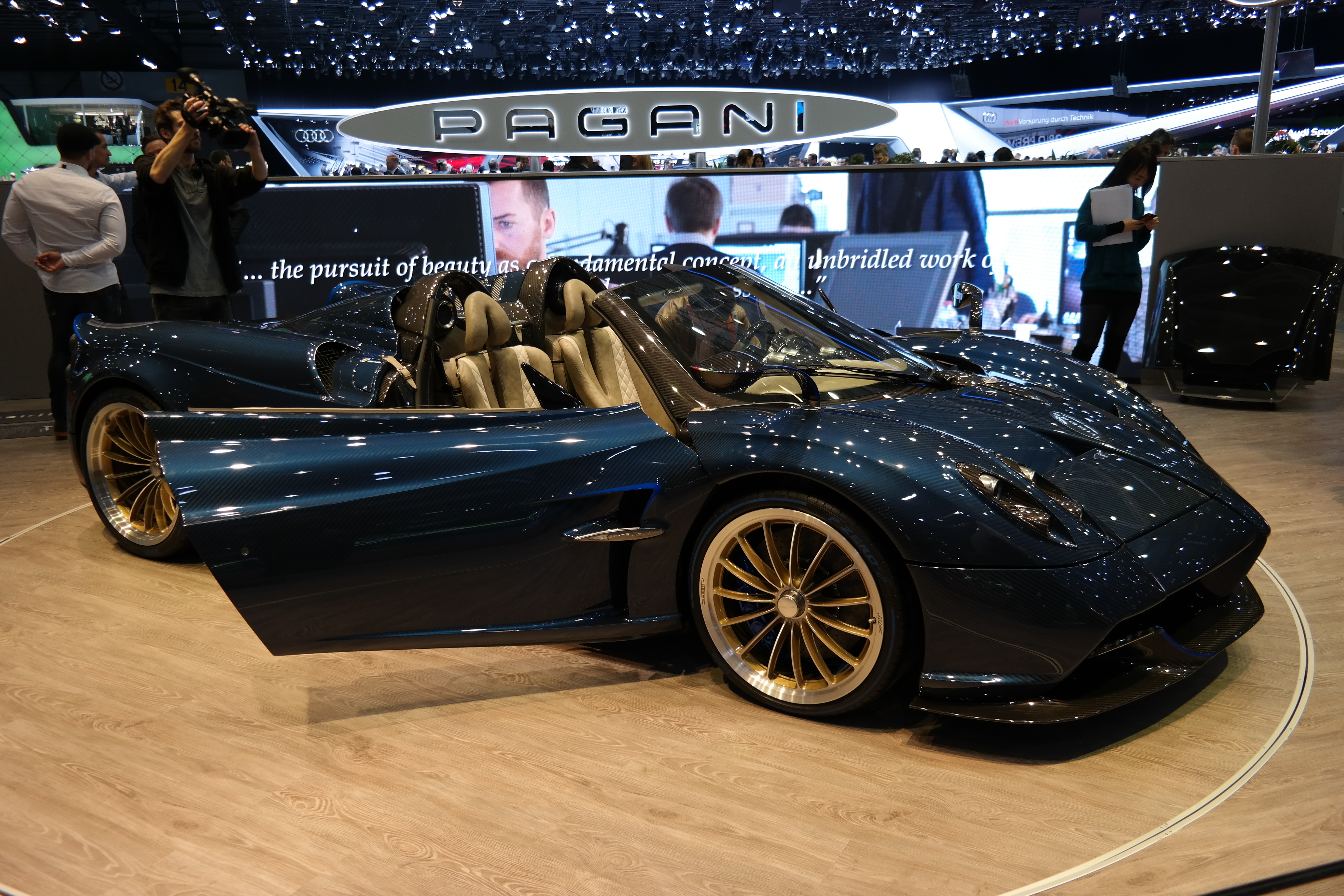
2017 年日内瓦汽车展上的 Huayra Roadster

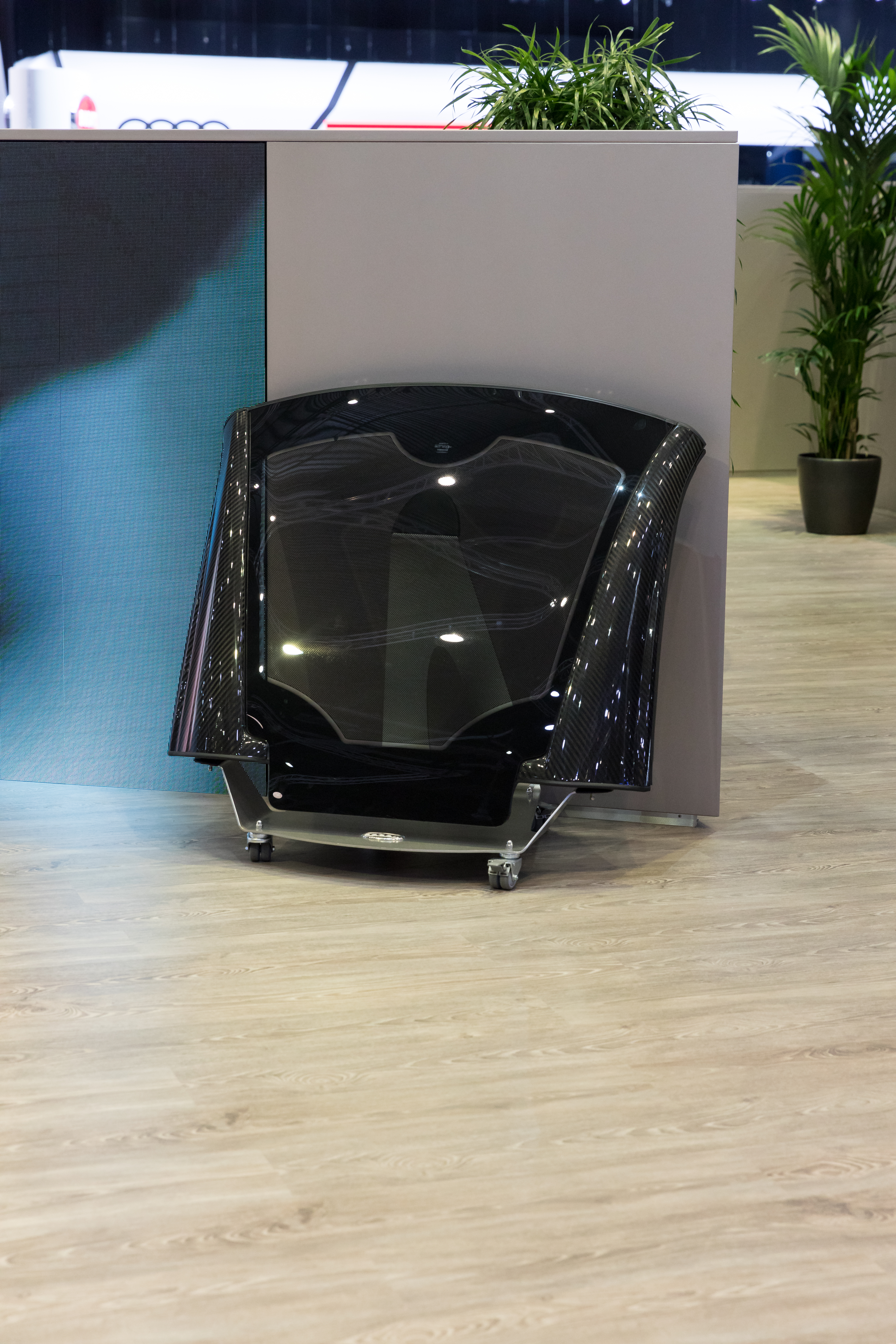
可移除的硬顶

经过两年的开发，风神敞篷车于 2017 年日内瓦汽车展正式发布。。
车辆的整体外观发生了改变，最显著的就是敞篷（也是 Roadster 一名之意）。车辆的这一部分也是一个关键元素。后引擎盖有了新的形状以搭配敞篷车形式，并有了排气口以提供高效的冷却系统。轮胎为为该车定制。该车使用普通车门，而非 Coupé 版上那种在敞篷车上几乎不可能实现的鸥翼车门。
与 Coupé 版一样，该车使用双涡轮 M158 V12发动机。但现在于 6200 转时可达到 764 PS（562 kW；754 hp） 的马力输出，2400 转时扭矩可达 1,000 N·m（740 lb·ft）。所有动力均由全新的 Xtrac 打造的 7 速手自动传动系统传递至后轮。该车现在使用带碳同步器的液压电动激活系统。博世也提供了该车的 ECU 系统。其质量共减轻了 70 千克，共计 1,280（2,820磅）。使其称为了第一例 Roadster 比 Coupé 更轻的车型。帕加尼仅生产 100 辆该车，并均已售罄。轮胎提供商为倍耐力，使用其 P-Zero 系列。现在其有一条白色的轮廓线，如同一辆 F1 赛车。帕加尼也为 Roadster 使用了一种名为“三轴碳”的新材料，一种玻璃纤维与碳纤维混合的条状材料。
帕加尼称该车可产生 820（1,800磅） 的下压力或 1.8G 的横向加速度。然而数字并未被证实。如果是真的，帕加尼将打破一项新的纪录。。

### 风神BC

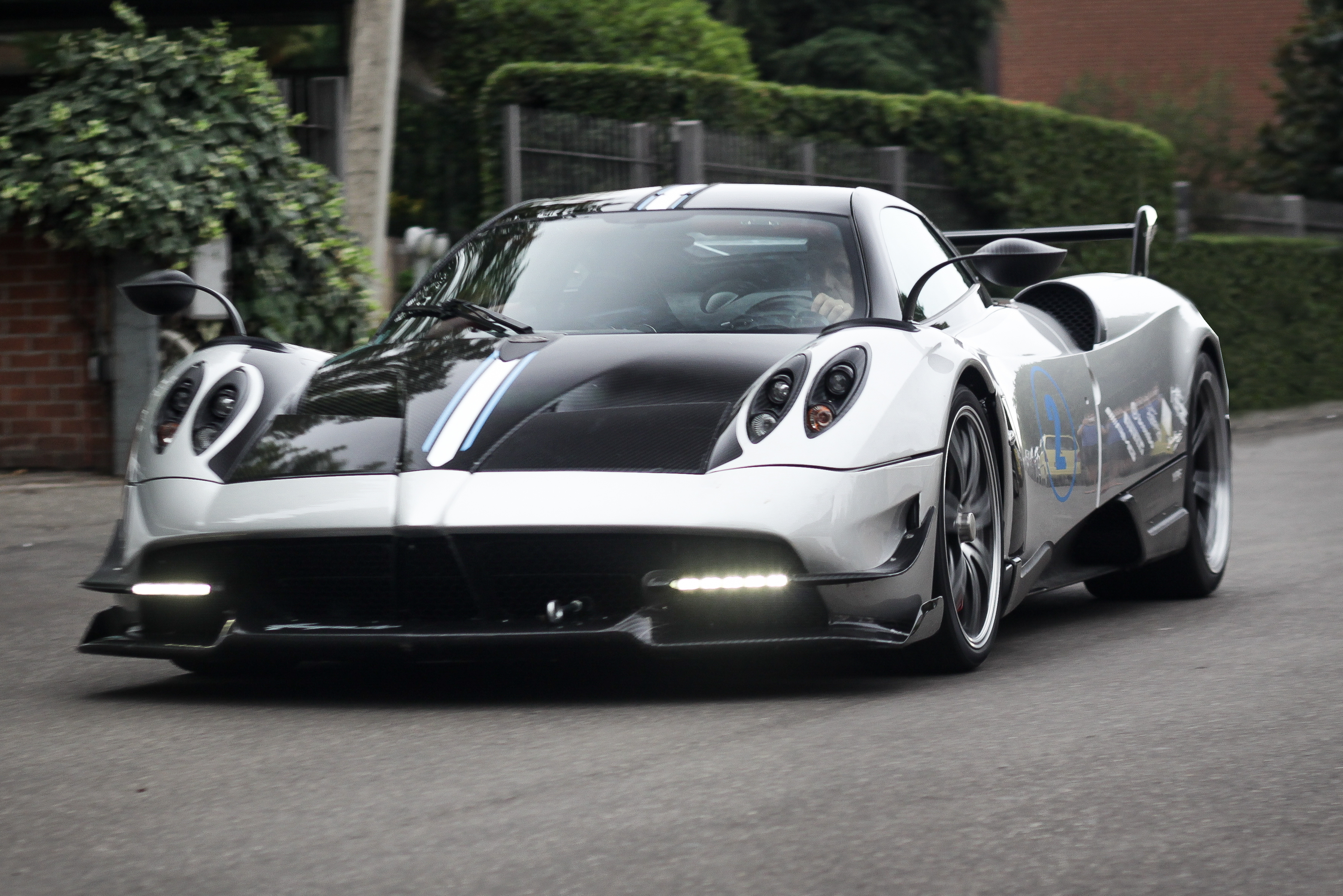
Pagani Huayra BC.

风神BC是风神的一个针对赛道的版本。于 2016 年日内瓦汽车展发布。风神BC名于 Benny Caiola，Horacio Pagani 的一个朋友，也是帕加尼的第一个顾客。风神BC使用标准版风神的升级版引擎，可产生 755 PS（555 kW；745 hp） 的输出及 1,100 N·m（810 lb·ft） 的扭矩。净重减少了 132（291磅） 到仅仅 1,218（2,685磅）。多亏其使用的“三轴碳”材料，帕加尼称这种材料比起碳纤维要轻一半，而强度却提高了 20%。使该车的马力质量比达到了 1.62（3.57磅） 每马力。Huayra BC 使用更轻的钛排气系统，新的铝合金轮毂，以及更好的内饰。轮胎使用倍耐力 P-Zero Corsas 系列，其使用 12 种橡胶成分。悬挂系统及叉臂使用航空级铝合金，又称 Avional。Huayra BC 也有新的前保险杠，带有前分流器及小翼，更深的侧裙，以及一个将后保险杠宽度拉宽了许多的扰流器。所有的这些外部零件都是为了优化抓地力与下压力。Huayra BC 使用一款全新的 Xtrac 7 速序列式半自动变速器。帕加尼仍然坚持使用单离合变速器，因为其比起双离合变速器来说要轻了 40%。
该车定价210万欧元，仅生产20台，并且风神BC轿跑车已经售罄。而其他订单也涌向BC敞篷车。。

### 特殊版本
帕加尼也生产了风神的许多特殊版本。

#### 碳版

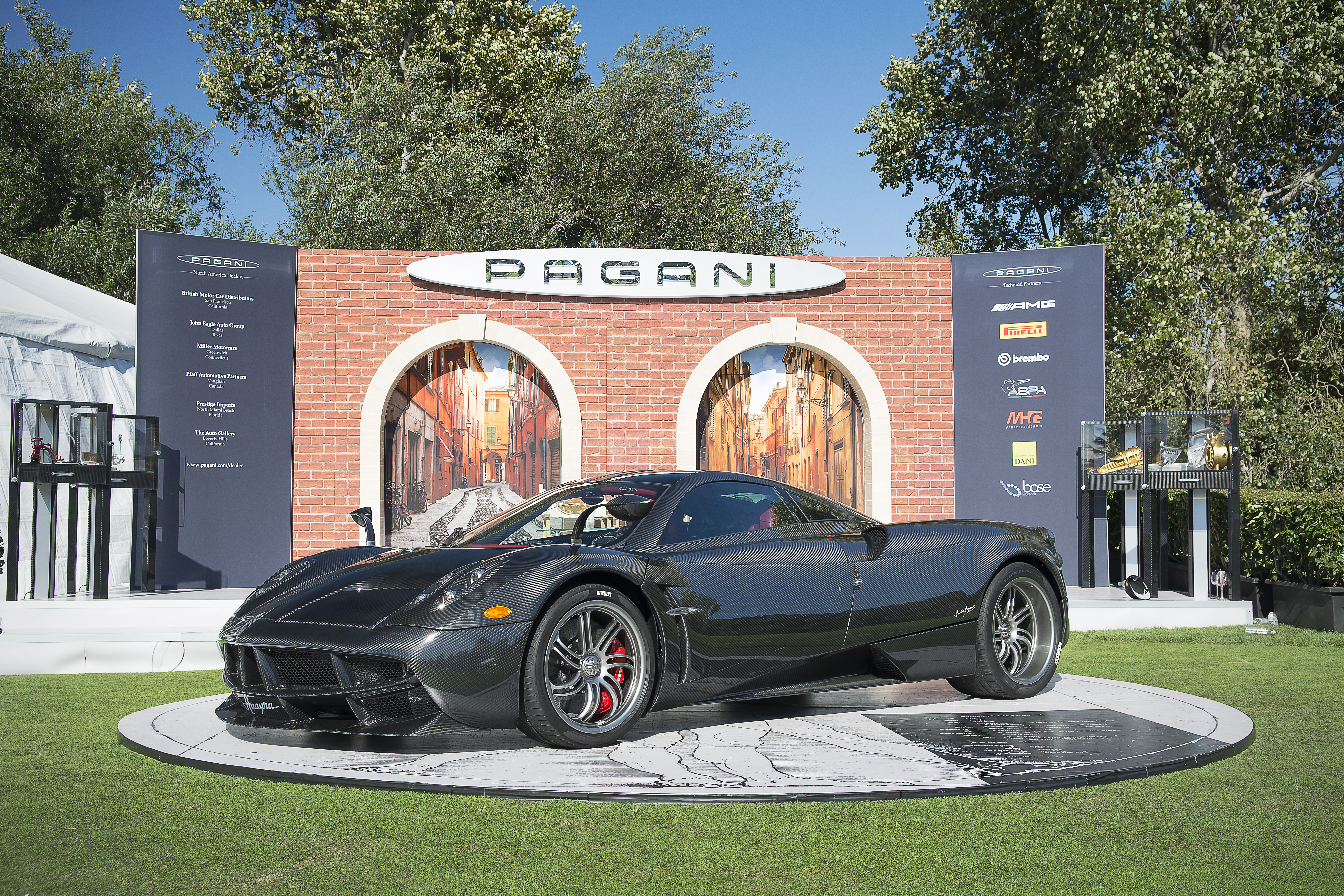
展览中的 Huayra 碳纤维版

第一个风神的特殊版本是风神碳版，于 2012 年与白色版一同发布。其车身、轮毂、绝大多数内饰均为碳纤维，照应其名字中的“碳”字。内饰为红色皮革与碳纤维的混合设计。其他参数与标准版风神无异。

#### 白色版

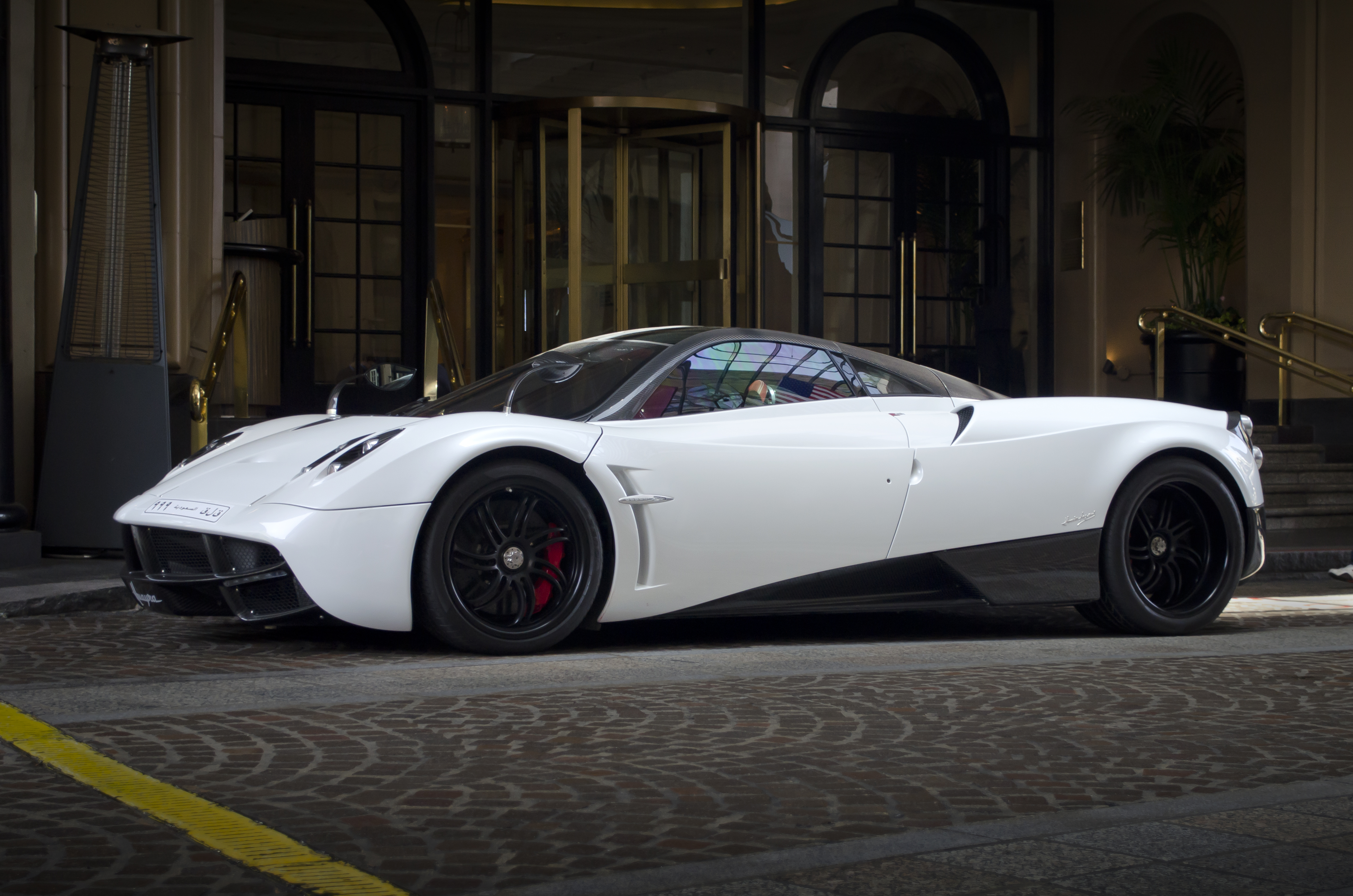
帕加尼 Huayra 白色版

于 2012 年与碳版一同发布。此车型有白色和碳纤维混合的外观，黑白交织的内饰，及铝合金轮毂。

#### 蒙娜丽莎
这个风神的特殊版本被称为“蒙娜丽莎”，专为著名的汽车收藏家 Kris Singh 所打造。其有三色竞速色带及由风之子Revolution 启发的侧面色带，以及一套由风之子F Roadster 启发的亮红色带白色拼接的内饰。应用户需求，帕加尼也重新开发了驾驶舱的隔震层，使用光亮的碳纤维，目的在于提升视觉效果及传递更多的引擎振动到驾驶舱。蒙娜丽莎版也带有由 AMG 及 Michael Kübler 共同打造的绝版的排气系统，及特别调节过的涡轮系统。

#### 730S “达芬奇”

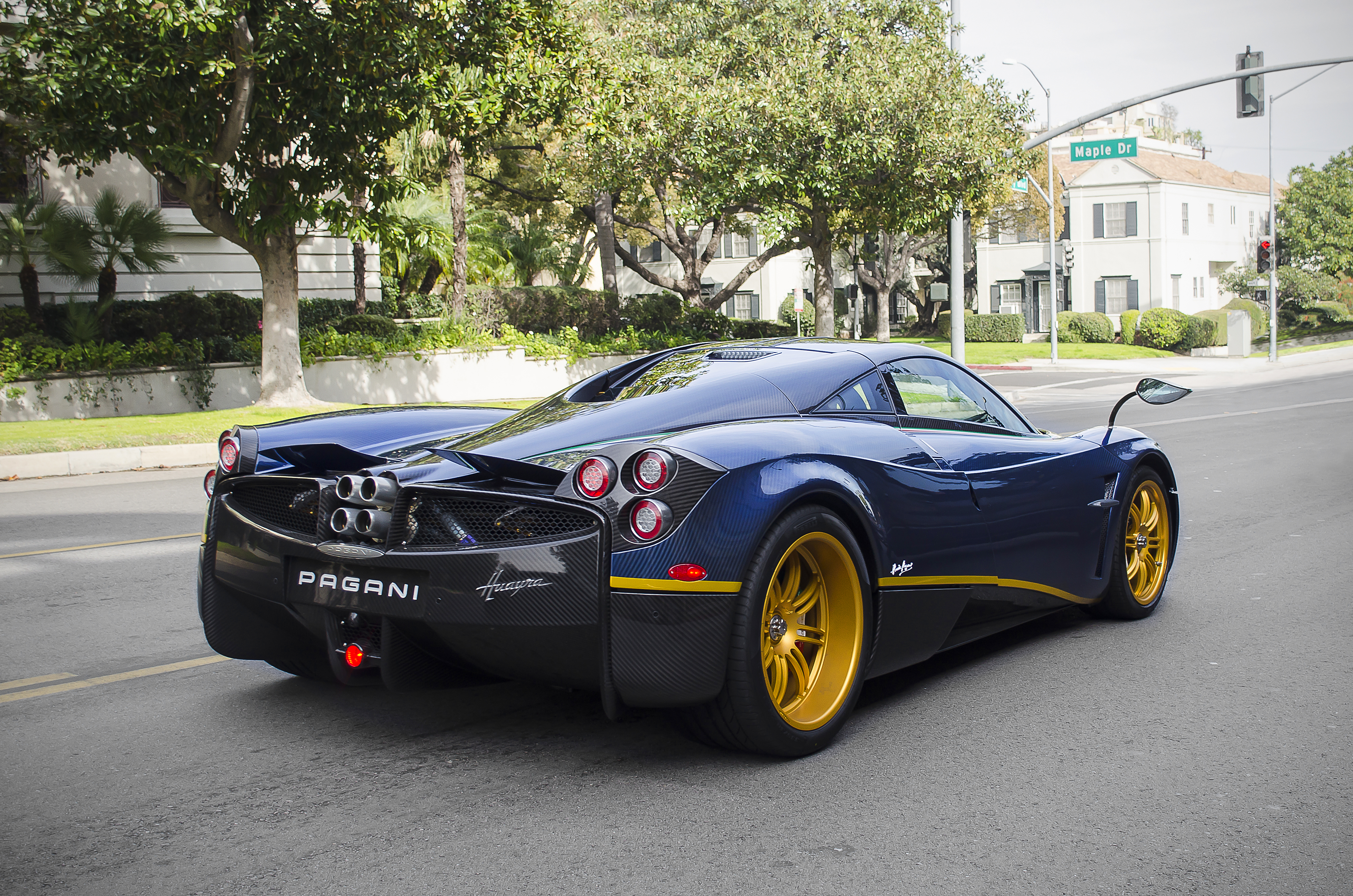
帕加尼 Huayra 730S (现在称为“达芬奇”)

730S 特殊版于 2015 年比佛利山庄汽车画廊发布。。该车的绝大多数特性由 Zonda Tricolore 启发。该车为 Alejandro Salomon （也称作 Salomondrin，墨西哥裔美籍企业家、早先为电影制片人及 YouTube 频道主）定做。
之后该车被转售给 David Lee，一个珠宝及名表行业大亨，也是一位知名的法拉利收藏家。介于 Salomondrin 驾驶该车一年后的各种抱怨，该车在被 Lee 购买后改名为“达芬奇”，并升级了 Tempesta 组件。于 Jay Leno's Garage 中被提及。

#### 风神BC Kingtasma
一辆帕加尼风神BC, 由红色碳纤维制作，被运输到了美国，并被车主称为“Kingtasma”。Kingtasma 是唯一四辆装有顶棚铲的风神BCs 中的一辆。也是唯一一辆出厂带有水杯架的风神BC。除此之外，其也是唯一一辆在后襟翼下有金色碳纤维皇冠图案的风神BC。Huayra BC Kingtasma 为美国康涅狄格州格拉斯顿伯里的一位房地产大亨所有。这个车主也经常和他的儿子在社交媒体网站上炫耀他们称为“帝王”的车。

#### 宝石
风神宝石版，于 2016 年发布，是风神的又一个特殊版本。带有由风之子C12启发的尾翼、由风神Cinque启发的顶部风铲。就像碳版和达芬奇版的风神，该车也是使用编织碳纤维车身。在 2016 年于巴黎出了一场车祸，但在 2017 年于工厂重新制造，并有能产生 1,350 PS（1,332 hp） 的升级的引擎，使其成为帕加尼生产的动力最强的风神。百公里加速仅需 2.2 秒，极速约为 380 km/h（236 mph）。其与风神BC和风之子R使用许多相同组件，如悬挂系统、变速箱及顶部安装的进风口。竞速衍生，轻了 132（291磅） 的碳-钛硬壳。重建工作花了两年，目前位于迪拜出售。

#### 王朝版
风神王朝版是帕加尼在2015年发布的三台风神Coupé中的一台。Horacio Pagani对该车设计的启发来自中国的“九龙墙”。原计划该车将有3部上市销售，但在2016年10月之后，基于消费者研究显示：红色与紫色为同一色系，该车的红色被替换为了紫色。每一台车都会有特殊的涂装。此车的设计展现了 Horacio Pagani对重现墙上的龙的外形的愿望。其也在车身后部带有空气动力学鳍片，如同龙的尾巴一样。
三辆车的涂装分别为:
- 蓝碳涂装（Baxia 贔屓(注音:ㄅㄧˋ, ㄒㄧˋ), 水之龙）
- 紫碳涂装（Yazi 睚眥(注音:ㄧㄞˊ, ㄗˋ), 战士之龙）
- 金碳涂装（Chiwen 螭吻(注音:ㄔ,ㄨㄣˇ), 避火雨之龙）

然而，机械层面上，王朝版与标准版 Huayra 并非毫无区别。帕加尼安装了更轻盈的排气系统、新的 21" 铝合金轮毂、新的前扰流板和小翼、更深的侧裙、一个额外的后鳍片以辅助气流并减轻阻力。

#### L' Ultimo
L' Ultimo 是一辆为美国客户打造的，最后一辆风神轿跑车。与风神轿跑车使用一致的机械零件，但提供许多定制特性。比如 pachetto tempesta 空气动力学套件、由风之子R启发的进气口及定制的尾翼。涂装由一级方程式赛车驾驶员刘易斯·汉密尔顿的一级方程式赛车启发。内饰与外部使用对比色。使用白色真皮座椅及绿松石色中控及脚垫。

## 媒体
- 一辆红黑风神在电影变形金刚4：绝迹重生 中作为 KSI 制造的霸天虎出现，名为 Stinger。

- EA 在 2011 年保留了帕加尼 Huayra 的独家游戏制作权。仅在 2011 年极品飞车系列、变速2：释放及极品飞车：亡命狂飙中出现。[29]此项授权于 2011 年 12 月 31 日失效。在 2012 年，风神出现在了极品飞车：最高通缉中，最高通缉名单中的第二位。风神也在极品飞车：宿敌中的车手阵营中出现。

- 风神也于 极限竞速 4 中与福特平托、阿尔法・罗密欧 Montreal 及其他 7 辆车于一月 DLC 中发布。虽然其他车辆都可以单独购买，但帕加尼风神只能通过购买整个包来获得。

- 帕加尼风神也在 狂野飙车7：极速热力、狂野飙车8：极速凌云及极限竞速地平线限量版、CSR Racing、Assetto Corsa、Project CARS、Project CARS 2 中提供。帕加尼风神也在真实竞速 3、Grid 2、Grid Autosport 中提供。Huayra 也在 Xbox One 竞速游戏 极限竞速 5、PS3 竞速游戏 Gran Turismo 6 及 PS4 竞速游戏驾驶俱乐部及飙酷车神中出现。

- 一个虚拟化版本的风神，名为「佩嘉西・奥西里斯」，侠盗猎车手Online的 2015 年 6 月 15 日 DLC 1 中发布。

## 引用
1. 1 2  Sean Szymkowski. . Motor Authority. 11 April 2018  [3 May 2018]. （原始内容存档于2021-01-21）.
2. ↑  . Fox News. 28 January 2011  [29 January 2011]. （原始内容存档于2016-03-08）.
3. 1 2 3 4 5 6 7 8 9  . Autoblog. 2011-01-25  [2011-01-25]. （原始内容存档于2012-07-30）.. See especially "Press Release".
4. ↑  . gtspirit.com.   [2018-11-29]. （原始内容存档于2018-12-06）.
5. ↑  . DieselStation. 15 February 2011  [15 February 2011]. （原始内容存档于21 January 2021）.
6. ↑  . CoverCars. 26 January 2011  [27 January 2011]. （原始内容存档于12 April 2011）.
7. ↑  . GTspirit. 19 February 2011  [16 September 2019]. （原始内容存档于6 May 2021）.
8. ↑  . carfolio.com. February 28, 2013  [July 31, 2018]. （原始内容存档于2019-03-27）.
9. 1 2  Neil, Dan. . The Wall Street Journal. August 11, 2012: D11.
10. ↑  . Brembo.com.   [2013-12-09]. （原始内容存档于2013-12-02）.
11. 1 2  . Netcarshow.com. 2011-02-14  [2011-02-18]. （原始内容存档于2019-12-07）.
12. ↑  . jaylenosgarage.com. 2012-04-25  [2013-02-01]. （原始内容存档于2020-10-03）.
13. 1 2  Adams, Lawrence. . GTspirit. 2017-03-07  [2017-03-08]. （原始内容存档于2021-01-15）.
14. ↑  Barlow, Jason. . British GQ.   [2017-03-08]. （原始内容存档于2021-01-07） （英国英语）.
15. ↑  .   [2018-11-29]. （原始内容存档于2020-11-08）.
16. ↑  . Top Gear. 2016-02-18  [2017-01-07]. （原始内容存档于2016-12-29）.
17. ↑  Ronan Glon. . News.yahoo.com. 2016-02-19  [2017-01-07]. （原始内容存档于2020-10-28）.
18. ↑  . topspeed.com.   [2018-11-29]. （原始内容存档于2017-03-25）.
19. ↑  . topspeed.com.   [2018-11-29]. （原始内容存档于2017-03-25）.
20. ↑  . AutomobilesReview.com. 21 August 2014. （原始内容存档于27 February 2015）.
21. ↑  . gtspirit.com.   [2018-11-29]. （原始内容存档于2020-10-20）.
22. ↑  . gearheads.org.   [2018-11-29]. （原始内容存档于2018-03-02）.
23. ↑  Fleming, Charles. . Los Angeles Times.   [2017-08-16]. ISSN 0458-3035. （原始内容存档于2021-03-01） （美国英语）.
24. ↑  . youtube.com.   [2018-11-29]. （原始内容存档于2020-11-20）.
25. ↑  . thesupercarblog.com.   [2018-11-29]. （原始内容存档于2020-09-27）.
26. ↑  .   [2018-11-29]. （原始内容存档于2020-02-19）.
27. ↑  Login. . Autoblog.   [2017-01-07]. （原始内容存档于2020-11-12）.
28. ↑  . carbuzz. 2017-05-22  [2017-11-23].
29. ↑  . New Game Network.   [2012-03-24]. （原始内容存档于2020-11-29）.